# NIPRNet
NIPRNet (от англ. Non-classified Internet Protocol (IP) Router Network; с англ. — «Сеть маршрутизации неконфиденциального IP-трафика») — сеть, используемая для обмена не секретной, но важной информацией между «внутренними» пользователями, а также для обеспечения доступа к интернету. NIPRNet состоит из интернет-маршрутизаторов, принадлежащих Министерству обороны США. Сеть была создана в 1980-х управлением информационного обеспечения Министерства обороны для того, чтобы вытеснить старую — MILNET. NIPRNET является крупнейшей приватной сетью в мире. За последние десятилетия она выросла настолько, что Министерство обороны США не способно контролировать её, поэтому министерство потратило 10 млн долларов, чтобы охарактеризовать текущее состояние NIPRNET в попытке проанализировать её распространение и выявить пользователей, которые, как предполагается, несанкционированно присоединились к сети.
С 2002 по 2003 годы комплекс сетей NIPRNet стал целью серии изощрённых кибератак, предположительно проведённых китайской военной разведкой. В американской литературе этот эпизод получил название операции «Титановый дождь».
В течение нескольких последних лет Министерство обороны предприняло значительные усилия для улучшения её безопасности. В 2012 году Пентагон запросил 2,3 млрд долларов из бюджета США для укрепления безопасности сети в пределах Министерства обороны и для укрепления связей со своими коллегами — Министерством внутренней безопасности.